# Doof.nl
Doof.nl is een nieuwssite voor doven en slechthorenden in de Benelux. Vrijwel dagelijks biedt de website nieuws en informatie rondom doofheid.
Doof.nl startte in 1997 als maandelijkse digitale nieuwsbrief. Het was een eenvoudige e-zine, dat in de loop van de jaren is uitgegroeid tot de best bezochte nieuwssite en de invloedrijkste community voor doven en slechthorenden in de Benelux. De nieuwsbrief verschijnt tweemaal per maand en bevat een inleiding van de artikelen die op de website zijn gepubliceerd.
Doelgroep van Doof.nl zijn mensen met hoorproblemen en hun omgeving (familie, vrienden, collega’s etc.). Daarnaast wordt Doof.nl veel bezocht door mensen die beroepsmatig betrokken zijn, zoals audiciens, doventolken, docenten, logopedisten, zorgverleners, producenten en leveranciers van hoorhulpmiddelen, werkbegeleiders, arboartsen, etc., etc.
Doof.nl is opgericht en wordt onderhouden door Pascal Ursinus.